# مجازات (فیلم ۱۳۵۴)
مجازات فیلمی به کارگردانی مهدی فخیم زاده و نویسندگی میلاد و مهدی فخیم زاده محصول سال ۱۳۵۴ است.

## خلاصه داستان
هاشم بلندپرواز (بهمن مفید) و دوستش رضا جیرجیر (حسین گیل) دست به سرقت می‌زنند...
سرآغاز فیلم های توهمی و یا ژانر روانشناسی فخيم زاده با این فیلم می باشد که برای نمونه های بعدی آن می‌توان به میراث من جنون و مسافران مهتاب اشاره کرد.

## بازیگران
- بهمن مفید در نقش هاشم بلند پرواز
- هاله
- مهدی فخیم زاده در نقش جعفر
- حسین گیل در نقش رضا جیرجیر
- احمد معینی